# 391

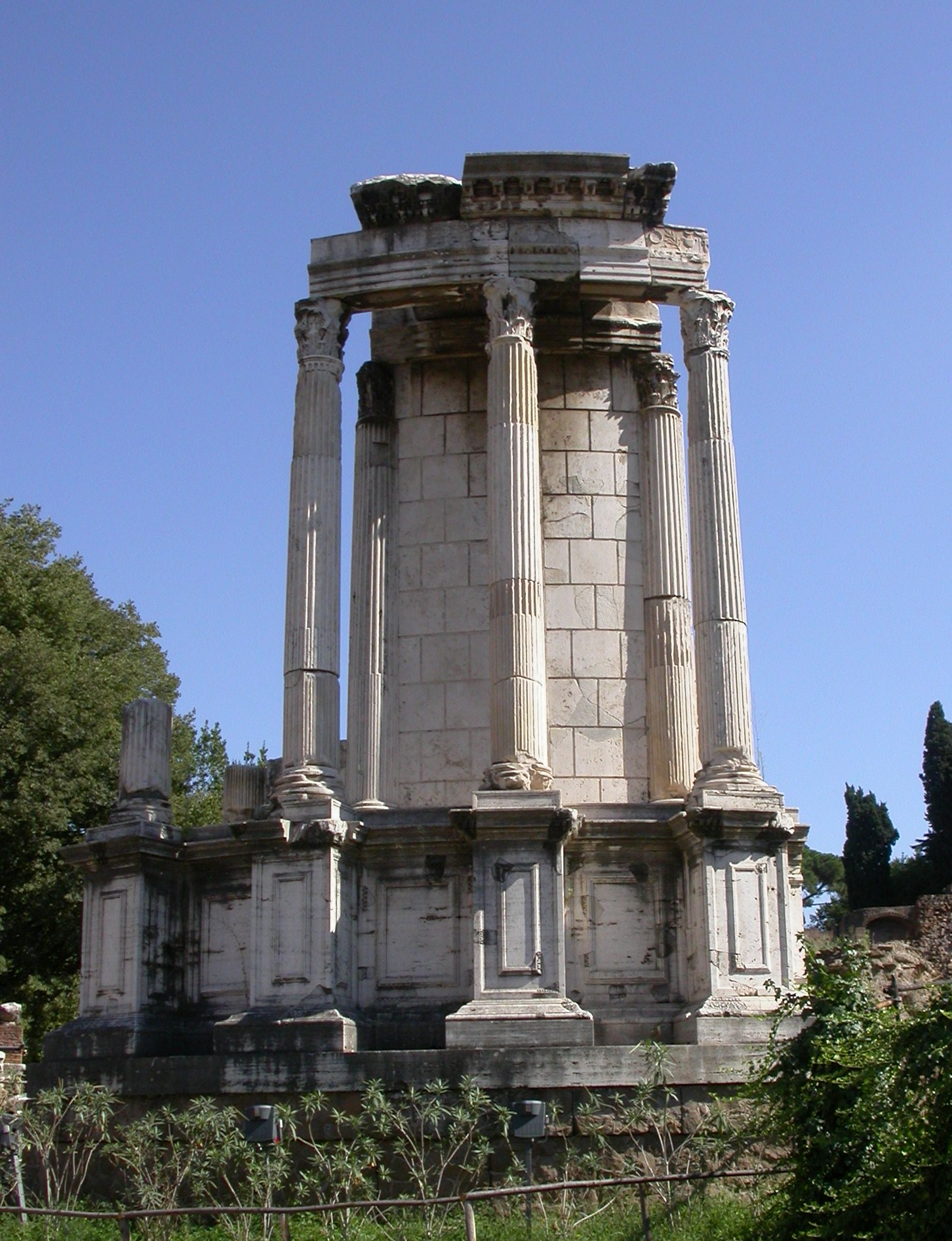
De Tempel van Vesta (Rome)

Het jaar 391 is het 91e jaar in de 4e eeuw volgens de christelijke jaartelling.

## Gebeurtenissen

### Europa
- Keizer Theodosius I vaardigt een edict uit en verbiedt de heidense cultus. Offers aan Romeinse goden worden verboden en de tempels worden overgenomen door lokale bisschoppen. Naast het christendom blijft alleen het jodendom toegestaan. De basilica wordt gebruikt voor het ritueel van de eucharistie.
- Theodosius I laat het Orakel van Delphi sluiten.
- Quintus Aurelius Symmachus, stadspraefect (praefectus urbi) van Rome, wordt door de Senaat benoemd tot consul. Hij verdedigt de oude-Romeinse erediensten en waarden, maar ondervindt felle tegenstand van Ambrosius.
- 1 maart - Theodosius I laat de Tempel van Vesta op het Forum Romanum sluiten. De orde van de Vestaalse Maagden wordt ontbonden en het "eeuwige vuur" van de godin Vesta wordt gedoofd.
- Na enkele maanden herhaalt Theodosius zijn edict en richt het nu speciaal op Egypte. Groepen monniken onder leiding van patriarch Theophilus van Alexandrië vallen in de zomer het nabijgelegen Serapeum aan en vernietigen de tempel.

### Afrika
- In Alexandrië wordt het edict van Theodosius I met enthousiasme uitgevoerd. Vele heidense tempels en oudheden worden door de christenen verwoest.
- De monnikenorde de Parabolani bewaakt in Alexandrië op straat de christelijke moraal. Dit wordt bemoeilijkt door de aanwezigheid van de Joden.
- Aurelius wordt bisschop van Carthago.

## Overleden
- Petrus van Sebaste, bisschop van Armenië
- Promotus, generaal in het Romeinse leger